# Frank G. Slaughter
Frank Gill Slaughter (Washington, D.C., 25 de fevereiro de 1908 – Jacksonville, 17 de maio de 2001), nome artístico Frank G. Slaughter, pseudônimo C.V. Terry, foi um romancista e médico americano, cujos livros venderam mais que 60 milhões de cópias. Seus romances são baseados em sua própria experiência como um médico e seu interesse nas histórias bíblicas. Por intermédio de suas tramas, ele apresentou a seus leitores as novas descobertas na medicina e as novas tecnologias médicas.

## Biografia
Slaughter nasceu em Washington, D.C., filho de Stephen Lucious Slaughter e Sarah "Sallie" Nicholson Gill. Aos cinco anos de idade, sua familia mudou-se para uma fazenda perto de Berea, na Carolina do Norte. Ele estudou no Colégio de Trinity (hoje Universidade de Duke) se formando aos 17 anos de idade, quando foi para a escola de medicina da Universidade, em Johns Hopkins em Baltimore, Maryland. Em 1935 começou a escrever ficção enquanto médico no Hospital Riverside em Jacksonville, na Flórida. Ele reescreveu o manuscrito de "O bisturi mágico" (That None Should Die), uma obra semiautobiográfica de um jovem médico, seis anos antes dela ser publicada pela Doubleday.
Alguns romances de Slaughter foram transformados em filmes, incluindo Sangaree, realizado em 1953 e estrelado por Fernando Lamas; e Mulheres de Médicos (Doctors' Wives), realizado em 1971, este estrelado por Dyan Cannon e Gene Hackman.
William DuBois foi seu coautor, sem créditos nas obras, em pelo menos 27 de seus romances históricos.

## Obras
Esta é uma lista de livros publicados por Frank G. Slaughter.
| Nº Sequencial | Título no Brasil          | Título em Portugal       | Título original em inglês                                                           | Título em espanhol     | Lançamento |
| ------------- | ------------------------- | ------------------------ | ----------------------------------------------------------------------------------- | ---------------------- | ---------- |
| 01            |                           | O bisturi mágico         | That None Should Die                                                                | Nadie debería morir.   | (1941)     |
| 02            | O fim da viagem           |                          | Spencer Brade M.D. 1942                                                             |                        | 1942       |
| 03            | Dilema de médico          |                          | Air Surgeon                                                                         | Cirujano del aire      | 1943       |
| 04            | Honra de médico           | Cirurgião de Batalha     | Battle Surgeon                                                                      |                        | 1944       |
| 05            | Heroísmo de médico        |                          | A toch of glory                                                                     |                        | 1945       |
| 06            |                           |                          | In a Dark Garden                                                                    | En un jardín oscuro    | 1946       |
| 07            |                           |                          | The Science of Surgery (rev. ed. Science and Surgery, 1956)                         |                        | 1946       |
| 08            |                           |                          | The Golden Isle                                                                     |                        | 1947       |
| 09            |                           |                          | Medicine for Moderns                                                                |                        | 1947       |
| 10            |                           |                          | Sangaree                                                                            |                        | 1948       |
| 11            | Divina Amante             |                          | The Divine Mistress                                                                 | La Vênus del quadro    | 1949       |
| 12            |                           |                          | Immortal Magyar: Semmelweis, the Conqueror of Childbed Fever                        |                        | 1950       |
| 13            |                           |                          | The Stubborn Heart                                                                  | Tempestad de pasiones  | 1950       |
| 14            |                           |                          | Fort Everglades                                                                     |                        | 1951       |
| 15            | O Caminho para Bitínia    |                          | The Road to Bithynia                                                                |                        | 1951       |
| 16            |                           |                          | East Side General                                                                   |                        | 1952       |
| 17            | A coroa e a cruz          |                          | The Cross and The Crown                                                             |                        | 1953       |
| 18            |                           |                          | Storm Heaven                                                                        |                        | 1953       |
| 19            | Os galileus               | Os Galileus              | The Galileans: The story of Mary Magdalene                                          |                        | 1953       |
| 20            | A canção de Rute          |                          | The Song of Ruth                                                                    |                        | 1954       |
| 21            |                           |                          | Buccaneer Surgeon (como C.V. Terry)                                                 |                        | 1954       |
| 22            | Entre o amor e o dever    |                          | The Healer                                                                          |                        | 1955       |
| 23            |                           |                          | Flight From Natchez                                                                 |                        | 1955       |
| 24            |                           |                          | Darien Venture (como C.V. Terry)                                                    |                        | 1955       |
| 25            |                           |                          | The Golden Ones (como C.V. Terry)                                                   |                        | 1955       |
| 26            |                           |                          | The Scarlet Cord: A novel of the woman of Jericho                                   |                        | 1956       |
| 27            |                           |                          | The Warrior                                                                         |                        | 1956       |
| 28            |                           |                          | Sword and Scalpel                                                                   | La espada y el bisturí | 1957       |
| 29            |                           | O cartógrafo do infante  | The Mapmaker: A Novel of the Days of Prince Henry, The Navigator                    |                        | 1957       |
| 30            |                           |                          | roteiro: Naked in the Sun (com John Hugh) - filme "Seminole" do romance The Warrior |                        | 1957       |
| 31            | A última esperança        | O novo caminho do médico | Daybreak                                                                            |                        | 1958       |
| 32            |                           |                          | The Crown and the Cross: The Life of Christ                                         |                        | 1959       |
| 33            |                           |                          | Lorena                                                                              |                        | 1959       |
| 34            |                           |                          | The Deadly Lady of Madagascar (como C.V. Terry, com William Du Bois)                |                        | 1959       |
| 35            |                           |                          | Deep is the Shadow (como G. Arnold Haygood                                          |                        | 1959       |
| 36            | O Espinheiro de Arimatéia |                          | The Thorn Of Arimathea                                                              |                        | 1960       |
| 37            |                           |                          | The Land and the Promise: The Greatest Stories of the Bible Retold                  |                        | 1960       |
| 38            |                           |                          | Pilgrims in Paradise                                                                |                        | 1960       |
| 39            | A maldição de Jezebel     |                          | The Curse of Jezebel                                                                |                        | 1961       |
| 40            |                           |                          | Epidemic!                                                                           | Epidemía               | 1961       |
| 41            |                           |                          | David, Warrior and King                                                             |                        | 1962       |
| 42            | Missão de médico          |                          | Tomorrow's Miracle                                                                  |                        | 1962       |
| 43            |                           |                          | Devil's Harvest                                                                     |                        | 1963       |
| 44            |                           |                          | A Savage Place                                                                      |                        | 1964       |
| 45            |                           |                          | Upon This Rock: A Novel of Simon Peter, Prince of the Apostles                      |                        | 1964       |
| 46            |                           |                          | Constantine, The Miracle of the Flaming Cross                                       |                        | 1965       |
| 47            |                           |                          | The Purple Quest: A Novel of Seafaring Adventure in the Ancient World               |                        | 1965       |
| 48            |                           |                          | Surgeon USA                                                                         |                        | 1966       |
| 49            | Mulheres de médicos       |                          | Doctors' Wives                                                                      |                        | 1967       |
| 50            |                           |                          | God's Warrior                                                                       |                        | 1967       |
| 51            | Os Pecados de Herodes     |                          | The Sins of Herod: A Novel of Rome and the Early Church                             |                        | 1968       |
| 52            |                           |                          | Upon this Rock                                                                      |                        | 1968       |
| 53            | Impasse de médico         |                          | Surgeon's Choice: A Novel of Medicine Tomorrow                                      |                        | 1969       |
| 54            | Médico astronauta         |                          | The Countdown                                                                       |                        | 1970       |
| 55            | Consciência de um médico  |                          | Code Five                                                                           |                        | 1971       |
| 56            | Convenção de médicos      |                          | Convention, MD.: A Novel of Medical In-Fighting                                     | Convención médica      | 1972       |
| 57            | Mulheres de branco        |                          | Women in White                                                                      |                        | 1974       |
| 58            |                           |                          | Stonewall Brigade                                                                   |                        | 1975       |
| 59            |                           |                          | Devil's Gamble: A Novel of Demonology                                               |                        | 1977       |
| 60            | Peste a bordo             |                          | Plague Ship                                                                         |                        | 1977       |
| 61            | A rebelde apaixonada      |                          | The passionate rebel                                                                |                        | 1979       |
| 62            |                           |                          | Gospel Fever: A Novel about America's Most Beloved TV Evangelist                    |                        | 1980       |
| 63            | Filhas de médicos         |                          | Doctor's Daughter                                                                   |                        | 1981       |
| 64            | Médicos em perigo         |                          | Doctors at Risk                                                                     | Médicos en peligro     | 1983       |
| 65            | Um amor como nunca se viu |                          | No Greater Love                                                                     | No hay amor más grande | 1985       |
| 66            | Transplante               |                          | Transplant                                                                          | Trasplante             | 1987       |